# St. Helena-Schule Trier
Die St. Helena-Schule ist eine römisch-katholische Berufsbildende Schule für sozialpädagogische Berufe in der rheinland-pfälzischen Stadt Trier. Die Ausbildungsstätte wurde 1920 von der Ursulinenkongregation am Calvarienberg (Ahrweiler) gegründet und ist seit 1971 in Trägerschaft des Bistums Trier.

## Schul- und Ausbildungsprofil
Die St. Helena-Schule bildet für die Berufe Sozialassistent/Sozialassistentin und Erzieher/Erzieherin aus. An der Höheren Berufsfachschule Sozialassistenz stehen jährlich 40 Schulplätze zur Verfügung. An der Fachschule für Sozialwesen (Fachrichtung Sozialpädagogik) können pro Schuljahr maximal 50 Personen die staatliche Anerkennung im Erzieherberuf erwerben.
Die beiden Ausbildungen finden in Lernortkooperation mit Praxisstellen statt. Gemäß der jeweiligen Rahmenverordnung absolvieren die Schüler Praktika  in der Kindertagesbetreuung, in der Jugendhilfe oder Behindertenhilfe, die von Lehrkräften der Fachschule begleitet werden. An der Höheren Berufsfachschule Sozialassistenz besteht die Möglichkeit, in Verbindung mit einem wählbaren Zusatzunterricht im naturwissenschaftlichen Fachbereich eine Prüfung in verschiedenen Fächern sowie einem Praktikum die Fachhochschulreife mit bundesweiter Studienberechtigung zu absolvieren. An der Fachschule für Sozialwesen wird mit der Berufsqualifikation die Fachhochschulreife mit Studienberechtigung im Bundesland Rheinland-Pfalz erworben.
Das Leitbild der St. Helena-Schule orientiert sich am Leitbild römisch-katholischer Schulen im Bistum Trier, um den späteren Beruf auf der Grundlage eines christlichen Wertesystems auszuüben.

## Geschichte

### Weimarer Republik
Im Rahmen der ersten Gründungswelle von katholischen Ausbildungsstätten wurde 1920 in Trier der einjährige „Lehrgang zur Ausbildung von Kindergärtnerinnen“ eröffnet, der an das Lyzeum und Frauenschule der Ursulinen zu St. Bantus in Trier in unmittelbarer Domnähe angegliedert war. Die Grundlage bildete die erste Ausbildungsordnung aus dem Jahre 1911, die die Berufe der Kindergärtnerin, der Kinderpflegerin und im Jahr 1915 auch der Hortnerin regelte. Am 15. März 1921 wurden die ersten Prüfungen abgenommen, die ersten drei Kindergärtnerinnen erhielten ihre Abschlusszeugnisse und die Ausbildungsstätte ihre Gründungsurkunde.
Mit der Ausbildungsreform im Jahr 1928 wurde die Ausbildung zur Kindergärtnerin und zur Hortnerin zusammengeführt und dauerte nun zwei Jahre. Unterrichtet wurden Erziehungslehre, Einführung in die pädagogische Literatur, Kindergarten- und Hortlehre, Heimkunde, Natur- und Kulturkunde, Deutsch und Jugendliteratur, Bürgerkunde und Wohlfahrtskunde, Gesundheitslehre, Körpererziehung und Bewegungsspiele, Musik, Beschäftigungsunterricht einschließlich Werkunterricht, Zeichnen, Ausschneiden und Modellieren, Nadelarbeit, Arbeit im Kindergarten mit Kinderpflege, Arbeit im Hort mit Kinderpflege sowie Haus- und Gartenarbeit. Auch reformpädagogische Konzepte wie das der Maria Montessori fanden Eingang in die Ausbildung. Religionserziehung konnte laut preußischem Ministerialerlass auf freiwilliger Basis angeboten werden.
1926 kam es zur Gründung eines weiteren Seminars im Stadtgebiet. Im Caritas-Schwesternseminar konnten Ordensschwestern – getrennt von dem weltlichen Personal, das vorrangig an der Ursulinenschule ausgebildet wurde – die Mittlere Reife erwerben, den Beruf der „Kindergärtnerin und Hortnerin“ erlangen, aber auch Jugendleiterin und Fachlehrerin für Hauswirtschaft werden.

### Schulverbot in der Zeit des Nationalsozialismus
Mit der Machtübernahme der Nationalsozialisten wurden die Ausbildungsstätten in katholischer Trägerschaft unter Druck gesetzt, die soziale Arbeit ideologisch auszurichten. 1933 wurde der Unterricht von Vererbungslehre, Rassenkunde, Rassenhygiene, Familienkunde und Bevölkerungspolitik für die Abschlussklassen sämtlicher Schulen als verbindlich erklärt. 1942 regelte das Reichsministerium für Wissenschaft, Erziehung und Volksbildung die Ausbildung zur Kindergärtnerin und zur Kinderpflegerin neu. Die zweijährige Ausbildung sah eine nationalpolitische Erziehung mit den Fächern Reichskunde, Heimatkunde und Volkstumspflege vor. Aufnahmebedingung war ein Abstammungsnachweis und die Zugehörigkeit zu einer nationalsozialistischen Organisation. Schon 1937 hatten die Schülerinnen des Abschlusskurses in ihrer schriftlichen Anmeldung zur Prüfung die jeweilige Organisation und die Position, die sie bekleideten, genannt. Zu diesem Zeitpunkt, 1942, konnten an der Ursulinenschule und der Caritas-Schwesternschule schon keine Ausbildungsseminare mehr stattfinden.
Die historische Analyse der wenigen Unterlagen des Kindergärtnerinnen- und Hortnerinnenseminars vor dem Schulverbot im Frühjahr 1940 brachte an der Ordensschule Versuche des passiven Widerstandes zutage: Möglicherweise aus Protest gegen die Eingriffe in die Gestaltung der Ausbildung wurden im Jahr 1934 keine Seminaristinnen aufgenommen; in den Schuldokumenten aus dem Jahr 1935 waren die vorgegebenen Prüfungsthemen mit eindeutig nationalsozialistischem Gedankengut von den Entscheidungsträgerinnen an der Ursulinenschule durchgestrichen; 1939 kämpfte der Orden vehement gegen die Enteignung des Schulgebäudes durch die Nationalsozialisten. Während des Schulverbots zogen sich die Ordensschwestern in ihr Mutterhaus in Ahrweiler zurück.

### 1945 bis 1971
Im Herbst 1945 nahmen die Ursulinen ihre Unterrichts- und Ausbildungstätigkeit in Trier an einem neuen Standort wieder auf. Die „Ursulinenschule St. Maximin“ mit Seminarräumen und Internatszimmern befand sich in einem angemieteten Gebäude in der Moltkestraße unmittelbar neben der Reichsabtei St. Maximin, wo eine Reihe ausgebombter Trierer Schulen untergebracht war. Nach einem Vorkurs begann der erste Ausbildungskurs am Seminar für Kindergärtnerinnen und Hortnerinnen am 4. Mai 1946 mit 32 Schülerinnen. Ende der 1950er Jahre zog das Kindergärtnerinnen- und Hortnerinnenseminar mit der Ursulinenschule Blandine-Merten-Realschule in ein neues Schulgebäude in Trier-Heiligkreuz und nutzte Seminarräume für die weiterhin einzügig geführte Ausbildung.
Unmittelbar nach dem Krieg wurde in der neuen Bundesrepublik Deutschland an die zweijährige Ausbildung zur Kindergärtnerin und Hortnerin aus der Weimarer Republik angeknüpft. Erst in den 1960er Jahren kam es vor dem Hintergrund einer gesteigerten Wissenschaftsorientierung und einer von Gewerkschaften und Berufsverbänden initiierten Bildungsoffensive zu einer ersten Qualifizierungsdebatte um die frühkindliche Förderung. Diese gesamtgesellschaftliche Auseinandersetzung mit der Bedeutung der Vorschulerziehung und der sogenannten Elementarpädagogik führte zu einem massiven Ausbau der Kindergartenbetreuung, zu einer Ausweitung der Ausbildungsstätten, zu einer Reform der Erzieherausbildung und durch die Gründung von Fachhochschulen zu einer teilweisen Akademisierung des Berufs.
Die Fachschulreform 1967, die erste große Fachschulreform nach der Ausbildungsreform 1928, stellte die Ursulinen als Schulträgerin in Trier vor große Herausforderungen. Die Fachschulreform, die 1971 in Rheinland-Pfalz verbindlich umgesetzt wurde, führte die Ausbildungen zur Kindergärtnerin, Hortnerin und Heimerziehung zusammen und konzipierte eine Breitbandausbildung, die zum neuen Beruf „Erzieher“ führte, der gleichermaßen jungen Frauen und Männern offenstand. Durch ein verbindliches Vorpraktikum und ein einjähriges Berufspraktikum nach der fachtheoretischen Qualifikation dauerte die Ausbildung bei mittlerem Bildungsabschluss nun 3 Jahre, die von der Fachschule betreut wurden, faktisch aber 4 Jahre. Das Ausbildungspersonal sollte akademisch qualifiziert sein, was den Jugendleiterinnen am Trierer Seminar die weitere Lehrtätigkeit verunmöglichte. Auch durch begrenzte räumliche und finanzielle Ressourcen konnten die Ursulinen eine ministeriell geforderte Zweizügigkeit, besonders aber die geforderte Akademisierung des Ausbildungspersonals, nicht bewältigen. Der Orden gab den beiden von Ursulinen geführten Mädchenschulen in Trier, der Blandine-Merten-Realschule und dem Angela-Merici-Gymnasium, den Vorrang und gab 1971 die Trägerschaft für das Ausbildungsseminar ab.
Nach dem Zweiten Weltkrieg war das Ursulinenseminar die einzige Ausbildungsstätte für Kindergärtnerinnen und Hortnerinnen in Trier. Erst 1970 eröffnete eine Fachschule in öffentlicher Trägerschaft, heute Teil der Berufsbildenden Schule für Ernährung, Hauswirtschaft und Soziales (BBS-EHS).

### Seit 1971
1971 übernahm das Bistum Trier die Schulträgerschaft und sorgte für die Umsetzung der Fachschulreform und der ministeriellen Vorgaben einer Zweizügigkeit. Der Unterricht an der Katholischen Fachschule für Sozialpädagogik fand im Schuljahr 1971/1972 provisorisch im Gebäude der Afrikamissionare Weiße Väter in der Dietrichstraße 30 statt. 1972 zog die Fachschule an den Standort Weberbach 72a, wo sie großzügige Räumlichkeiten des Priesterseminars (heute: Liturgisches Institut) für eine zweizügige Ausbildung nutzte. Die Ausbildung wurde von akademisch ausgebildeten Lehrkräften durchgeführt, wobei neben einer kleinen Gruppe hauptamtlicher Lehrkräfte bis in die 1980er Jahre viele nebenamtliche Lehrkräfte eingestellt waren.
Der hohe Anteil nebenberuflich Beschäftigter lag auch an der Öffnung der katholischen Fachschule für Qualifizierungsmaßnahmen des Landes Rheinland-Pfalz. Von 1971 bis 1974 ermöglichte der sogenannte „Intensivkurs“ Kinderpflegerinnen berufsbegleitend den Abschluss als Erzieherin. 1979 wurde der „Kurs Sondererzieher“ eingeführt, der bis 2013 als Heilpädagogik-Ausbildung jahrzehntelang eine Weiterbildungsmöglichkeit für berufserfahrene Erzieherinnen und Erzieher in der Region bot.
Seit 1992 ist der Schulstandort der Katholischen Fachschule, die 2008 den Namen St. Helena-Schule erhielt, in der Dominikanerstraße 3. Bereits Ende der 1990er Jahre engagierte sich die Fachschule für den Aufbau eines Qualitätsmanagementsystems, verbunden mit der Einführung des Schulnamens St. Helena-Schule, einer kontinuierlichen Öffentlichkeitsarbeit und Kooperationen mit Einrichtungen in der Stadt Trier. Von 2007 bis 2017 gab die Fachschule eine Zeitschrift Einblicke in Ausbildung und Schulleben heraus, das die Ausbildungscommunity über die Fachschulausbildung informieren sollte.
Die große Fachschulreform von 2002 war in Rheinland-Pfalz ab 2004 mit der Modularisierung der Ausbildungen in den Fachrichtungen Sozialpädagogik und Heilpädagogik an der Fachschule für Sozialwesen und der Einführung der Sozialassistentenausbildung verbunden, 2013 konnte die Ausbildung in der Fachrichtung Heilpädagogik nicht mehr angeboten werden.

## Gebäude

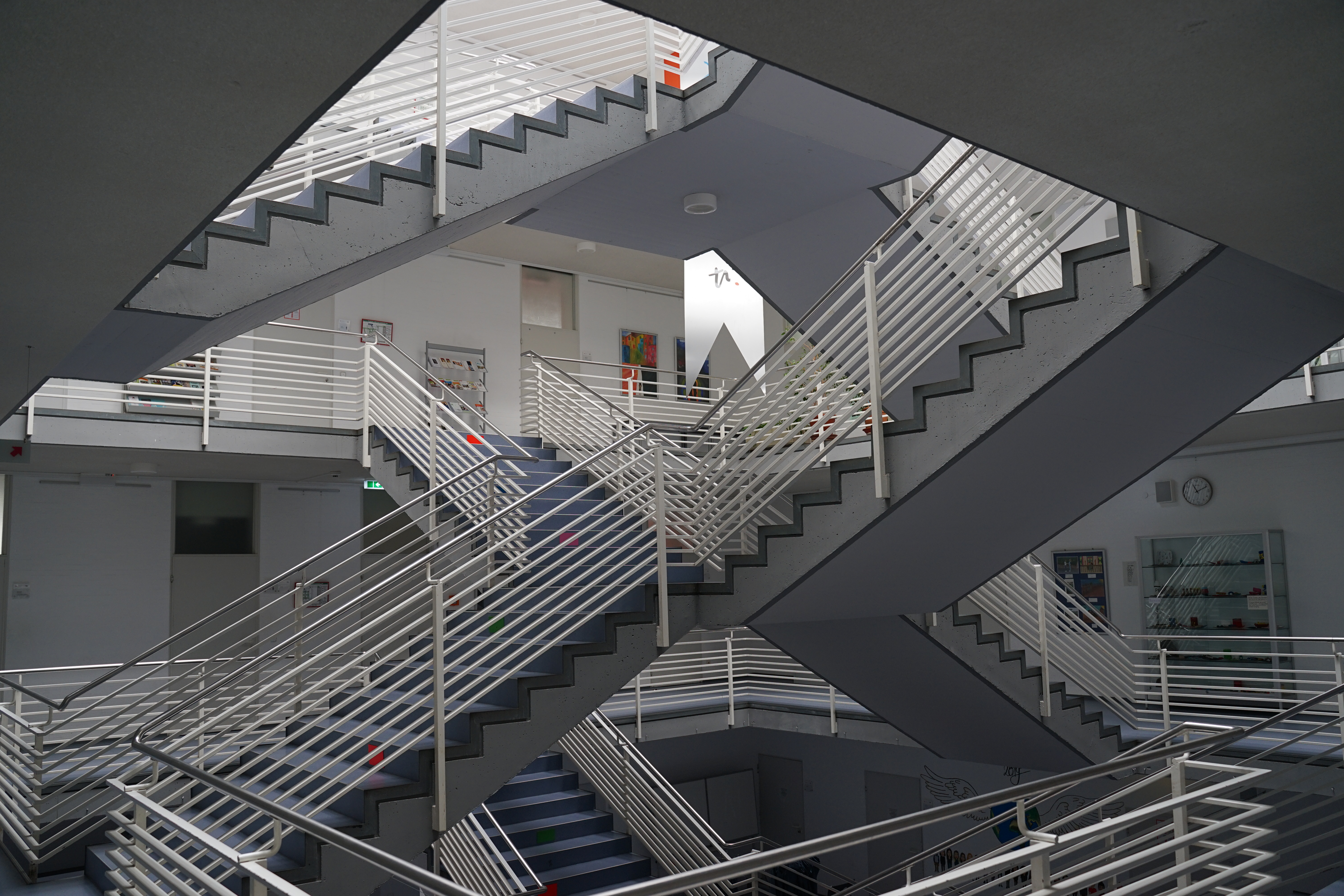
Treppenhaus der St. Helena-Schule

Der heutige Schulstandort in der Dominikanerstraße 3 befindet sich in unmittelbarer Nähe der Gebäude des Bischöflichen Generalvikariats hinter dem Trierer Dom. Der ehemalige Neubau des Bischöflichen Konvikts wurde 1966/1967 vom damaligen Bistumsarchitekten Ulrich Craemer in Anlehnung an die Architektur des Bauhauses erbaut und nach der Schließung des Internats zwischen 1990 und 1992 zur Fachschule umgebaut. 2004 wurde das Gebäude für die Aufnahme der Höheren Berufsfachschule Sozialassistenz abschließend innen ausgebaut. Ab 2006 schufen neue Außenanlagen eine bauliche Einheit zum Neubau der Grundschule St. Paulin (heute Grundschule am Dom).
Typisch für die Bauten von Ulrich Craemer, der in Trier u. a. am Bau der Universität beteiligt war und die Berufsbildende Schule in der Deutschherrenstraße plante, sind verbindende Gestaltungen von Innenräumen – im Schulgebäude in der Dominikanerstraße 3 als kreuzförmig angelegte Treppenskulptur umgesetzt.

## Schulleiter und beispielhafte Impulse für die Schulentwicklung
- 1921–1954: Schwester Catharina Wetzel, Ursuline, war neben ihrer Tätigkeit als Lehrerin und Schulleiterin im Jahr 1924 Begründerin und 1. Vorsitzende der heutigen Bundesarbeitsgemeinschaft Katholischer Ausbildungsstätten für Erzieherinnen und Erzieher.
- 1954–1971: Schwester Seraphika Pauli, Ursuline, Oberlehrerin und Jugendleiterin, war neben ihrer Tätigkeit als Lehrerin auch Schulleiterin. Sie führte Studienfahren in die Schweiz und in die Niederlande durch, um die Schülerinnen an progressive heilpädagogische Konzepte heranzuführen.
- 1971–1982: Günter Wittschier, Berufsschullehrer und Diakon, öffnete die Schule für flexible Ausbildungsformate in den 1970er Jahren und etablierte 1979 den ersten Weiterbildungsgang „Sondererzieher“.
- 1982–1985: Hans Brochhausen, Sonderschullehrer
- 1985–1986: Günter Lang, Lehrer für Berufsbildenden Schulen
- 1986–1996: Gerhard Kirsch, Lehrer für Berufsbildende Schulen, Mitautor des Neuen Trierer Plans, entwickelte in Kooperation mit der Katholischen Erwachsenenbildung Rheinland-Pfalz 1993 den bundesweit ersten Fernkurs Erzieher u. a. mit Lehrkräften der katholischen Fachschule in Trier
- 1996–2015: Thomas Schmitz, Theologe und Pastoralreferent, langjähriges Vorstandsmitglied der BAG-KAE, engagierte sich als Schulleiter für ein wissenschaftlich begleitetes Qualitätsmanagement und eine professionelle Öffentlichkeitsarbeit der Fachschule
- 2015–2017: Gebhard Worring, Lehrer für Berufsbildende Schulen und Diakon
- seit 2017: Franz Rudolf Hilgert, Jurist und Mediator